# Lasha Bekauri
Lasha Bekauri (en georgiano: ლაშა ბექაური, Dedoplistskaro, 26 de julio de 2000) es un deportista georgiano que compite en judo.
Participó en dos Juegos Olímpicos de Verano, obteniendo dos medallas de oro, en Tokio 2020 y París 2024, ambas en la categoría de –90 kg. En los Juegos Europeos de Cracovia 2023 consiguió una medalla de oro en la prueba de equipo mixto.
Ganó dos medallas en el Campeonato Mundial de Judo, en los años 2022 y 2023, y tres medallas en el Campeonato Europeo de Judo entre los años 2021 y 2024.

## Palmarés internacional
| Juegos Olímpicos   | Juegos Olímpicos        | Juegos Olímpicos  | Juegos Olímpicos |
| Año                | Lugar                   | Medalla           | Categoría        |
| ------------------ | ----------------------- | ----------------- | ---------------- |
| 2020               | Tokio (Japón)           | Medalla de oro    | –90 kg           |
| 2024               | París (Francia)         | Medalla de oro    | –90 kg           |
| Campeonato Mundial |                         |                   |                  |
| Año                | Lugar                   | Medalla           | Categoría        |
| 2022               | Taskent (Uzbekistán)    | Medalla de bronce | –90 kg           |
| 2023               | Doha (Catar)            | Medalla de plata  | –90 kg           |
| Juegos Europeos    |                         |                   |                  |
| Año                | Lugar                   | Medalla           | Categoría        |
| 2023               | Krynica-Zdrój (Polonia) | Medalla de oro    | Equipo mixto     |
| Campeonato Europeo |                         |                   |                  |
| Año                | Lugar                   | Medalla           | Categoría        |
| 2021               | Lisboa (Portugal)       | Medalla de oro    | –90 kg           |
| 2023               | Montpellier (Francia)   | Medalla de plata  | –90 kg           |
| 2024               | Zagreb (Croacia)        | Medalla de bronce | –90 kg           |